# Silvia B.
Silvia B. (Utrecht, 1963) is een Nederlandse beeldhouwer en installatiekunstenaar.

## Leven en werk
Silvia B. studeerde beeldhouwkunst en mode aan de Academie voor Beeldende Kunsten Rotterdam (1983-1986), ze rondde de opleiding niet af. Ze deed later een propedeusejaar kunstgeschiedenis aan de Universiteit Leiden (1989-1990). Ze maakt beelden waarbij de mens in zijn schoonheid centraal staat. Soms zijn het mengvormen van mens en dier of mens en robot. Pas op het tweede gezicht vallen de imperfecties op. Marcel Möring omschreef haar beelden in 2004 als "freaks die zijn zoals wij zijn en toch niet". Naast beelden ontwierp B. ook een aantal penningen.
B. neemt geregeld deel aan tentoonstellingen en had solo-exposities bij onder meer het Gemeentemuseum Den Haag (2008), het 5MinutenMuseum (2009) en museum Beelden aan Zee (2012). In 2016-2017 werd in het Rijksmuseum Twenthe een overzichtstentoonstelling gehouden van haar werk, onder de titel Of beauty and doubt. In 2014 werd ze genomineerd voor de Dolf Henkesprijs. In 2018 won haar beeld Ultra de Kunst-op-Straatprijs van het CBK Groningen.

## Werken (selectie)
- 1994: Ode aan het Oude, Rotterdam
- 2002: It’s all in the game, De Doggershoek, Den Helder
- 2004: Ultra, Groningen

## Afbeeldingen

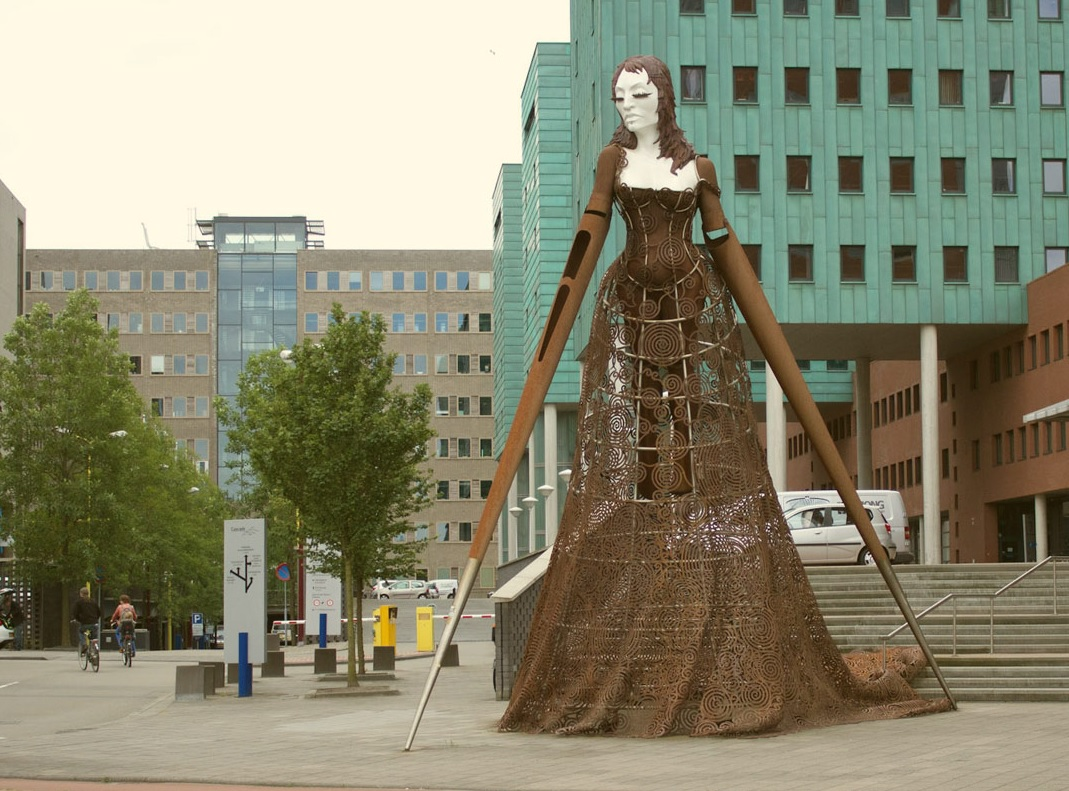
Ultra, 2004